# Chao On Iam
Chow On Lam (Bangkok, 10 de agosto de 1951) é um futebolista profissional tailândes que competiu nos Jogos Olímpicos de Verão de 1968.